# Dépérissement de l'État
Le dépérissement de l'État est un concept marxiste conçu par Friedrich Engels, se référant à l'idée que, avec l'application des normes socialistes, les institutions sociales appliquées par l’État finiront par devenir obsolètes et s'éteindront, comme la société sera en mesure de se gouverner sans son application coercitive des lois. En cela, le marxisme vise le même objectif que l'anarchisme : l'extinction et l'abolition de l'Etat.

## Origine de l'expression
L'expression a été inventée par Engels dans son ouvrage Anti-Dühring :

« L'intervention du pouvoir d'État dans les relations sociales devient superflue dans un domaine après l'autre, et s'assoupit ensuite d'elle-même. Au gouvernement des personnes se substituent l'administration des choses et la direction du processus de production. L'État n'est pas « aboli » ; il dépérit. »

Une autre citation liée à Engels est issue de L'Origine de la famille, de la propriété privée et de l’État :

« Ces classes [sociales] tomberont aussi inévitablement qu’elles ont surgi autrefois. L’État tombe inévitablement avec elles. La société, qui réorganisera la production sur la base d’une association libre et égalitaire des producteurs, reléguera toute la machine de l’État là où sera dorénavant sa place au musée des antiquités, à côté du rouet et de la hache de bronze. »

— Engels 1893.

## Interprétations
Bien que ce soit Engels qui ait introduit cette notion de dépassement de l’État, attribuée au concept sous-jacent à Karl Marx ; d'autres théoriciens marxistes se sont étendus par la suite à ce sujet,. Selon ce concept, une société communiste ne nécessitera plus une coercition pour amener les individus à se comporter d'une manière qui profite à tout le monde,. Une telle société aurait lieu après la période temporaire de la dictature du prolétariat.
Il procède au concept de la transformation de l'État lors de la période dite « socialiste ». Dans le socialisme, Engels postule que, de manière similaire aux arguments avancés par Henri de Saint-Simon avant lui, une société socialiste devrait essentiellement se préoccuper des questions techniques tels que l'allocation optimale des ressources et la détermination de la production par opposition à la rédaction et à l'application des lois, et donc les fonctions traditionnelles de l'État seraient progressivement devenues vides et inutiles pour le fonctionnement de la société, et l’Etat ne serait donc pas un État dans le sens traditionnel du terme.
Ce scénario dépend de la vision de Marx du pouvoir coercitif comme un outil de ceux qui possèdent les moyens de production, à savoir certaines classes sociales (la bourgeoisie) et l'État capitaliste,. Dans une société communiste, les classes sociales disparaîtraient et les moyens de production n'auraient pas de propriétaire unique ; par conséquent, une telle société sans classe ne nécessitera plus de lois, et la société sans État va se développer,,,.
Le concept du dépérissement de l’État se différencie du socialisme d’État (qui accepte le maintien des institutions publiques) et de l'anarchisme (qui exige l'abolition immédiate de l’État, sans avoir besoin de périodes transitoires).

Au sein du courant marxiste que l'on nomme "conseillisme" (ou "communisme de conseils"), ayant notamment comme penseurs communistes en son sein des personnalités comme Anton Pannekoek, Karl Korsh ou Paul Mattick, la révolution socialiste se caractérise par la mise en place de conseils démocratiques de travailleurs par les masses révolutionnaires, notamment dans les lieux de productions. Ainsi, les conseils, dès le début de la révolution, contribuent dans la pratique au dépérissement et à la destruction de l'Etat. Les conseils sont en même temps le garant de la montée du communisme dans le processus révolutionnaire. S'il y a des élections, alors chaque délégué est révocable (mandat impératif) à tout instant. Anton Pannekoek, dans son article sur Les conseils ouvriers en 1936, dit ceci : 

« À partir du moment où le mouvement révolutionnaire acquiert un pouvoir tel que le gouvernement en est sérieusement affecté, les conseils ouvriers deviennent des organes politiques. Dans une révolution politique, ils incarnent le pouvoir ouvrier et doivent prendre toutes les mesures nécessaires pour affaiblir et pour vaincre l'adversaire. Tels une puissance en guerre, il leur faut monter la garde sur l'ensemble du pays, afin de ne pas perdre de vue les efforts entrepris par la classe capitaliste pour rassembler ses forces et vaincre les travailleurs. Ils doivent en outre s'occuper de certaines affaires publiques qui étaient autrefois gérées par l'Etat : la santé et la sécurité publique, de même que le cours interrompu de la vie sociale. Ils ont enfin à prendre la production en main, ce qui représente la tâche la plus importante et la plus ardue de la classe ouvrière en situation révolutionnaire. [...] Et de même, dans la révolution prolétarienne, la nouvelle classe montante doit-elle créer ses nouvelles formes d'organisation qui, petit à petit, au cours du processus révolutionnaire, viendront remplacer l'ancienne organisation étatique. En tant que nouvelle forme d'organisation politique, le conseil ouvrier prend finalement la place du parlementarisme, forme politique du régime capitaliste. [...] Engels avait écrit que l'Etat disparaîtrait avec la révolution prolétarienne ; qu'au gouvernement des hommes succéderait l'administration des choses. A l'époque, il n'était guère possible d'envisager clairement comment la classe ouvrière prendrait le pouvoir. Mais nous avons aujourd'hui la preuve de la justesse de cette vue. Dans le processus révolutionnaire, l'ancien pouvoir étatique sera détruit et les organes qui viendront le remplacer, les conseils ouvriers, auront certainement pour quelque temps encore des pouvoirs politiques importants afin de combattre les vestiges du système capitaliste. Toutefois, leur fonction politique se réduira graduellement en une simple fonction économique : l'organisation du processus de production collective des biens nécessaires à la société. »

## Sources
- (en) Cet article est partiellement ou en totalité issu de l’article de Wikipédia en anglais intitulé « Withering away of the state » (voir la liste des auteurs).